# Tansu Çiller
Tansu Çiller, née le 24 mai 1946 à Istanbul (Turquie), est une économiste et femme d'État turque. Elle est la première et la seule femme à avoir exercé la charge de Premier ministre dans ce pays.

## Biographie
Née à Istanbul, elle fréquente le lycée américain Robert College et obtient le diplôme de l'école des sciences économiques de l'université du Bosphore. Elle devient enseignante dans cette même université en 1983.
Entrée en politique en 1990, elle est élue au parlement en octobre 1991 et devient ministre de l'Économie dans le gouvernement de Suleyman Demirel. Ce dernier accédant à la présidence en 1993, elle hérite de la direction de son parti, le Parti de la juste voie (DYP), et de la présidence du gouvernement de juin 1993 à mars 1996.
Après les élections législatives anticipées de décembre 1995, son parti perd la majorité absolue, et elle décide donc de s'allier avec le Parti du bien-être (RP) de Necmettin Erbakan pour constituer une majorité parlementaire. Elle met au point avec lui une alternance du pouvoir, visant à partager le poste de Premier ministre. En attendant son tour, elle devient ministre des Affaires étrangères. À la suite du mémorandum militaire turc de 1997 (qualifié de « coup d'État post-moderne »), la coalition DYP-RP prend fin.
À la suite de sa défaite électorale lors des élections législatives turques de 2002 qui voit son parti expulsé du parlement après avoir obtenu un score (9,54 %) inférieur au seuil électoral (10 %), elle se retire de la vie politique. 
Son nom, ainsi que celui de son époux, sont impliqués dans plusieurs affaires de corruption. Elle fait l'objet d'enquêtes par le Parlement turc après 1997, bien qu'elle ait échappé à toute condamnation, de même que l'ex-Premier ministre Mesut Yılmaz, grâce à son immunité parlementaire, à la prescription et au soutien apporté par les députés du DYP, de l'ANAP et du DSP.
Rompant avec la politique d'ouverture vis-à-vis de la population kurde initiée par son prédécesseur, elle mène une politique de répression aussi bien contre le PKK, organisation communiste et séparatiste cataloguée comme « terroriste » par de nombreux pays, que contre les députés turcs pro-Kurdes du Parti de la démocratie (DEP). La dissolution du parti en juin 1994 et la condamnation de quatre de ses membres (Hatip Dicle (en), Leyla Zana, Orhan Doğan (en) et Selim Sadak (en)) à 15 ans de prison, quelques mois plus tard, en raison de leurs positions politiques fédéralistes, ont été jugées comme des atteintes aux droits de l'homme par la CEDH,.
Elle est mariée à Özer Uçuran Çiller (tr) et le couple a deux fils.